# ミシェル・オンフレ
ミシェル・オンフレ（Michel Onfray, 1959年1月1日 - ）は、現代フランスの著述家・哲学者。快楽主義、無神論、無政府主義 の支持者である。非常に多作で、これまでに100冊以上の哲学関連の著書がある。
著書の内容が過激なことで知られており、代表作として次に挙げる5冊がある。『ジョルジュ・パラントの生理学――ニーチェ的左翼の肖像（Physiologie de Georges Palante, portrait d'un nietzchéen de gauche）』、『反抗のポリティーク――抵抗と不服従についての論考（Politique du rebelle: traité de résistance et d'insoumission）』、『無神学論――形而上学の物理学（Traité d'athéologie: Physique de la métaphysique）』（英訳：『無神論宣言――キリスト教、ユダヤ教、イスラム教が誤っている理由（Atheist Manifesto: The Case Against Christianity, Judaism, and Islam）』）、『存在する力（La puissance d'exister）』、『自己の彫像（La sculpture de soi）』。なお、『自己の彫像』によって1993年にメディシス賞を受賞した。
オンフレの哲学は、ニーチェ、エピクロス、犬儒派、キュレネ派、フランス唯物論、個人主義的無政府主義から大きな影響を受けている。

## 略歴

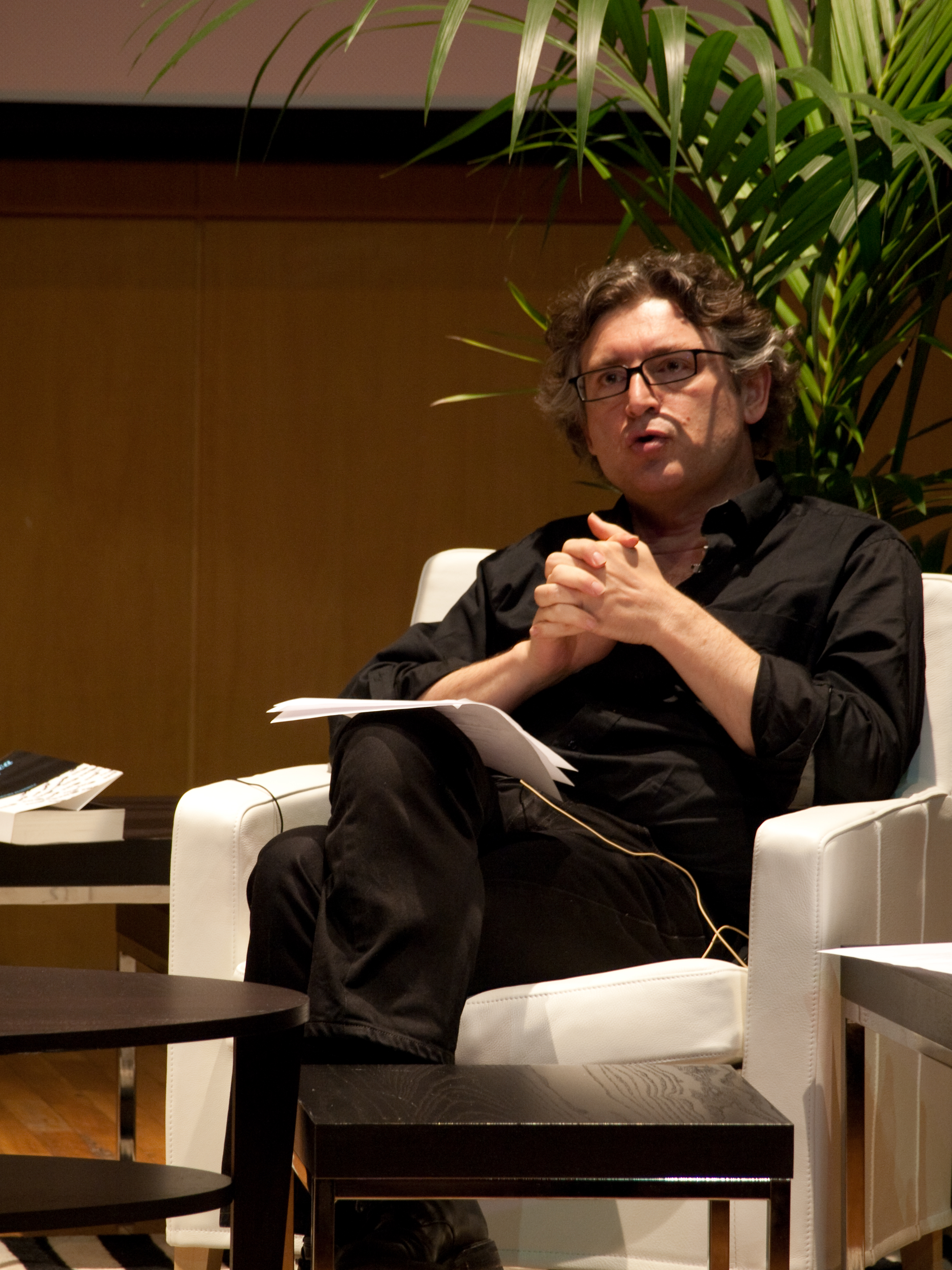
2009年スペインで撮影

オンフレはノルマンディー地方の農家に生まれるも、両親に捨てられ10歳から14歳まで孤児院で過ごした（実の母も若いころ同じ孤児院に入れられた過去がある）。若き日の苦難を乗り越え、オンフレは哲学の博士号をカーン・ノルマンディー大学で取得した。1983年から2002年まで、カーンにある高等専門学校で上級生に哲学を教えた。その後、学費無料の教育機関であるカーン市民大学（Université populaire de Caen）を仲間と創立し、2004年に設立趣意書を発表した（『哲学の共同体（La communauté philosophique）』）。
著書『無神学論（Traité d'Athéologie）』は、「2005年に出版されてから数ヶ月間、ノンフィクションの書物としてフランスで売上ナンバーワンを維持した（「無神学」という言葉はジョルジュ・バタイユからの借用である）。この本はイタリアでも同様によく売れ、2005年9月に発売するとたちまちイタリアのベストセラー1位に登りつめた」。
2002年のフランス大統領選挙にて、オンフレは革命的共産主義者同盟（フランスのトロツキスト政党）の候補者オリヴィエ・ブザンスノへの支持を表明した。2007年の選挙では初めジョゼ・ボヴェを推していたが、最終的にはオリヴィエ・ブザンスノに投票し、その後大統領に選ばれることになるニコラ・サルコジにインタビューを行った。なお、オンフレにとってサルコジは「イデオロギー上の敵」だと『Philosophie Magazine』で述べている。
オンフレがカーン市民大学という哲学共同体を作ったのは、2002年の大統領選の結果が原因だと述べている。
著書『偶像の黄昏――フロイトのお伽話（Le crépuscule d'une idole : L'affabulation freudienne）』（英訳：『The Twilight of an Idol: The Freudian Confabulation』）（2010年）で展開されたフロイト批判により、フランスで大きな論争が起きた。オンフレによれば、フロイトは哲学者ではあるが、彼の行った治療には膨大な犠牲者がおり、その効果は疑わしいものだという。オンフレは無神論者であり、『無神論宣言（Atheist Manifesto）』という本を書いている。
2015年には『コスモス（Cosmos）』を上梓したが、同書は続けて発表される2冊と合わせて三部作になる予定である。オンフレは、若干皮肉も込めた上で、この本が自らの「初めての本」になるだろうと述べている 。

## 哲学
オンフレにとって、自らを精神分析すること抜きに哲学はありえない。オンフレは無神論者を自称しており、有神論的宗教は擁護不可能だと考えている。また、自身を個人主義的無政府主義の伝統に連なる思想家だと考えており、哲学史全体を通底するこの伝統をシニシズムに陥った近代哲学から救い出すことを目指している。

### 西洋哲学史観と哲学的プロジェクト
オンフレは『反－哲学史（Counter-history of Philosophy）』と呼ばれる哲学史プロジェクトのもと、9冊の著書を発表している。各巻において、オンフレは西洋哲学の特定の時代について論じている。このシリーズの構成は次の通り。
1. 『古代の智慧（Les Sagesses Antiques）』（2006年）（西洋古代について)
2. 『キリスト教的快楽主義（Le Christianisme hédoniste）』（2006年）（ルネサンス期のキリスト教的快楽主義について）
3. 『バロック期のリベルタン（Les libertins baroques）』（2007年）（バロック期のリベルタン思想について）
4. 『急進的啓蒙主義（Les Ultras des Lumières）』（2007年）（ラディカルな啓蒙思想について）
5. 『社会幸福主義（L'Eudémonisme social）』（2008年）（ラディカルな功利主義・幸福主義思想について）
6. 『急進的実存主義（Les Radicalités existentielles）』（2009年）（19世紀から20世紀のラディカルな実存主義思想家について）
7. 『超人の構築――ジャン＝マリー・ギュイヨーとフリードリヒ・ニーチェ（La construction du surhomme: Jean-Marie Guyau, Friedrich Nietzsche）』（ギュイヨーとニーチェの哲学と超人（Übermensch）概念の関係について）
8. 『異端的フロイト主義（Les Freudiens hérétiques）』（2013年）
9. 『難治性の良心（Les Consciences réfractaires）』（2013年）

あるインタビューにて、自身の哲学史観について以下のように答えている。

哲学を実践する方法は無数にあるにもかかわらず、現在支配的な哲学史はその中から一つの伝統だけを抜き出してきて、それが唯一の哲学の真理であるかのように仕立てあげています。すなわち、ユダヤ－キリスト教の世界観と整合性をもつ、観念論的、霊魂論的な哲学の系譜のことです。この不完全かつ不公平な哲学史観を踏み出る思想はすべて捨て去られてきました。西洋の外で生まれたおよそあらゆる哲学が軽視されており、東洋の智慧をはじめとして、感覚主義、経験主義、唯物論、唯名論、快楽主義、その他「反プラトン哲学」に分類される思想であればなんであれ無視されてきたのです。天から降りてくるタイプの哲学――プラトンに始まり、カントとキリスト教を経由して、レヴィナスに至るまでの流れ――は、この世界の背後にある別の世界を想定することなくして、世界を理解し、説明し、正当化することができません。それとは対照的な思想の伝統、すなわち地上から上昇するタイプの哲学は、この所与の世界だけで十分だと考えるので、それ以外の世界を必要としないのです。
「オンフレの使命は、唯物論と感覚主義の思想を蘇らせ、我々と世界の関係をもう一度問いなおすことである。哲学を個人の経験を省察するための手段として用いることで、オンフレは身体と感性の可能性を探求しており、音楽、絵画、食事で肉体を寿ぐよう我々に呼びかけているのである」。

### 快楽主義
オンフレは快楽主義の定義として、「人生に対する内省的な態度の一つで、自らの快楽と他者の快楽を、誰にも害を与えることのない範囲で重んじること」としている。「オンフレの哲学的プロジェクトとは、倫理的快楽主義、享楽的功利主義、そして感覚主義的唯物論の一般化された美学をそれぞれ定義し、脳や身体の能力を最大限に発揮する方法を探求すること、そして哲学をアート、政治、その他の日常生活や意思決定に役立つ道具として復活させること、これらである」。
オンフレの著作は「科学、絵画、食事、セックスとエロティシズム、生命倫理、ワイン、書物についての哲学的探究（そしてときにはこれらへの挑戦）である。最近取り組んでいる野心的プロジェクトとして、6巻本の『反－哲学史（Counter-history of Philosophy）』 があり」、現在までに3巻まで出版されている。
オンフレは次のようにも述べる。
支配的な思想においては禁欲こそが理想とされていますが、それとは逆に快楽主義は自らと他者の快楽に最高善を見出します。その際、他者の犠牲を伴うような快楽に耽るようなことはあってはなりません。自己の快楽と他者の快楽のバランスをとるためには、一つのテーマに様々な角度から取り組むことが必要です。つまり、政治的、倫理的、美的、エロス的、生命倫理的、教育的、歴史的に、です。
オンフレの哲学の目的は、「ミクロな革命」あるいは「個人や小さな集団に革命を起こし、快楽主義的、リベルタン的価値観を持って生きる人々を解放すること」なのである。

### 無政府主義
最近、ミシェル・オンフレはポスト無政府主義（postanarchism）という言葉によって自らの政治や倫理に対する態度を位置づけている。オンフレが共感する無政府主義の思想家には次の人物がいる。「オーウェル、哲学者のシモーヌ・ヴェイユ、ジャン・グルニエ、フランス現代思想家のフーコー、ドゥルーズ、ブルデュー、ガタリ、リオタール、そして『友愛のポリティックス』や『哲学への権利』におけるデリダ」。彼らは「ニーチェ的な反乱によって『唯一の真理』に終わりを告げ、真理は多様なあり方をすることを顕にすることにより、キリスト教的な禁欲の理想を抹消し、新たな存在の可能性の登場を促した」とされる。

#### 快楽主義との関係
オンフレは『存在の力――快楽主義宣言（La puissance d'exister: Manifeste hédoniste）』にて、快楽主義の政治思想はエピクロスに始まり、ジェレミー・ベンサムやクロード＝アドリアン・エルヴェシウスを経由してジョン・スチュアート・ミルまで通じていると主張している。政治的快楽主義の目的は、「最大多数の最大幸福」を実現することである。

### 無神論
ブロガーのJ.M.コーンウェルはオンフレの『無神論宣言――キリスト教、ユダヤ教、イスラム教が誤っている理由（Atheist Manifesto: The Case Against Christianity, Judaism, and Islam）』を絶賛している。彼によれば同書は「宗教的・歴史的なタイムカプセル」であり、「神学的哲学の欺瞞」を明らかにしているという。
最近、オンフレはジャン・メリエの著作を読みなおすことを勧めている。メリエは18世紀に生きたフランスのカトリック司祭で、死の間際に書かれた、無神論を推奨する一冊分にもなる長大な哲学的論考が発見された人物である。
『無神論宣言』でオンフレは、「共観福音書に見つけられる数えきれない矛盾と有り得そうにない出来事」 の中から二つを取り上げる。一つは、磔の刑にかけられた者は墓に埋められることはなかったということ、もう一つは、当時ユダヤ人は磔の刑など行っていなかったということである。マッコーリー大学の古代史学者ジョン・ディクソンによれば、イエスの同時代人であるアレクサンドリアのフィロンが書くところによると、ローマ人は磔の刑にかけた囚人がきちんと埋葬されるように、死体を家族に引き渡していたという。帝政ローマ期のユダヤ人歴史家フラウィウス・ヨセフスは次のように述べている。「ユダヤ人は葬儀を行うことを非常に重要だと考えていたので、磔の刑を処せられた犯罪者ですら、日が沈む前に磔を解かれ、埋葬されていた」。オンフレの二つ目の主張について、ディクソンは「明確な歴史誤認」だとしている。

## 市民大学
オンフレは20年にわたり高校の哲学教師を務めたが、2002年に辞職し、学費無料の市民大学（Université Populaire）をカーンに設立した。同大学では、オンフレと何人かの仲間が哲学やその他の科目を教えている。
市民大学はフランスの大学制度にアクセスできない全ての人々に開かれており、原則として国からは1円も受け取らない。オンフレは執筆活動によって得た印税によって運営費をまかなっている。今のところ、このプロジェクトは大きな成功を収めている。大学はオンフレの著書『哲学の共同体――市民大学宣言（La Communauté Philosophique: Manifeste pour l'Université Populaire）』（2004年）の理念に基いており、カーンの市民大学に範をとってピカルディ、アラス、リヨン、ナルボンヌ、ル・マンにも同様の学校ができており、さらに5校が設立準備段階にある。
「国営ラジオネットワークの『フランス・キュルチュール』は、オンフレが市民大学で教える哲学講座を毎年放送している」。

## 著書
- Le ventre des philosophes, critique de la raison diététique (1989)
幸田礼雅訳『哲学者の食卓――栄養学的理性批判』新評論、1998年
- Physiologie de Georges Palante, portrait d'un nietzchéen de gauche (1989)
- Cynismes, portrait du philosophe en chien (1990)
- L'art de jouir : pour un matérialisme hédoniste (1991)
- La sculpture de soi : la morale esthétique (1991)
- L'œil nomade : la peinture de Jacques Pasquier (1992)
- La raison gourmande, philosophie du goût (1995)
- Ars moriendi : cent petits tableaux sur les avantages et les inconvénients de la mort (1995)
- Métaphysique des ruines : la peinture de Monsu Désidério (1995)
- Les formes du temps : théorie du Sauternes (1996)
- Politique du rebelle : traité de résistance et d'insoumission (1997)
- À côté du désir d'éternité : fragments d'Égypte (1998)
- Théorie du corps amoureux : pour une érotique solaire (2000)
- Prêter un livre n'est pas voler son auteur (2000)
- Antimanuel de philosophie : leçons socratiques et alternatives (2001)
嶋崎正樹訳『「反」哲学教科書――君はどこまでサルか？』NTT出版、2004年
- Célébration du génie colérique : tombeau de Pierre Bourdieu (2002)
- L'invention du plaisir : fragments cyréaniques (2002)
- Esthétique du Pôle nord : stèles hyperborréennes (2002)
- Splendeur de la catastrophe : la peinture de Vladimir Velickovic (2002)
- Les icônes païennes : variations sur Ernest Pignon-Ernest (2003)
- Archéologie du présent, manifeste pour l'art contemporain (2003)
- Féeries anatomiques (2003)
- La philosophie féroce : exercices anarchistes (2004)
- La communauté philosophique (2004)
- Traité d'athéologie : Physique de la métaphysique, Paris, Grasset, (2005)
［英訳］English translation by Jeremy Leggatt as Atheist Manifesto: The Case Against Christianity, Judaism, and Islam (New York: Arcade Publishing, 2007)
- Théorie du voyage : poétique de la géographie, Paris, Galilée, 2005
- La puissance d'exister, (2006) Grasset,  ISBN 2-246-71691-8
- Traces de feux furieux, Galilée (2006)
嶋崎正樹訳『哲学者、怒りに炎上す。』河出書房新社、2008年
- Nietzsche: Se créer Liberté. (2010)  Les Éditions du Lombard ISBN 978-2-8036-2650-2
國分功一郎訳『ニーチェ――自由を求めた生涯』筑摩書房、2012年
- Le Crépuscule d'une idole. L'Affabulation freudienne. (2010) Grasset (ISBN 2-246-76931-0)
- Apostille au Crépuscule. Pour une psychanalyse non freudienne, (2010) Grasset (ISBN 2-246-75781-9)
- L'Ordre libertaire. La vie philosophique d'Albert Camus, Flammarion, ISBN 978-2-08-126441-0, J'ai lu, ISBN 978-2-290-05980-7
- Vies & mort d'un dandy. Construction d'un mythe, Galilée, ISBN 978-2-7186-0871-6
- Journal hédoniste :
  - I. Le désir d'être un volcan (1996)
  - II. Les vertus de la foudre (1998)
  - III. L'archipel des comètes (2001)
  - IV. La lueur des orages désirés  (2007)
- La contre histoire de la philosophie:
  - I. Les Sagesses Antiques (2006)
  - II. Le Christianisme hédoniste (2006)
  - III. Les libertins baroques (2007)
  - IV. Les Ultras des Lumières (2007), Grasset, (ISBN 978-2-246-68921-8)
  - V. L'Eudémonisme social (2008), Grasset, (ISBN 978-2-246-68931-7)
  - VI. Les Radicalités existentielles (2009), Grasset, (ISBN 978-2-246-68941-6)
  - VII.La construction du surhomme: Jean-Marie Guyau, Friedrich Nietzsche